# Sigurd Hring
 (février 2018).
Si vous disposez d'ouvrages ou d'articles de référence ou si vous connaissez des sites web de qualité traitant du thème abordé ici, merci de compléter l'article en donnant les références utiles à sa vérifiabilité et en les liant à la section « Notes et références ».
Sigurd Hring (en vieux norrois : Sigurðr hringr) Sigurd dit l'Anneau, descendant de la Maison d'Ivar Vidfamne, est un roi légendaire de Danemark et de Suède. Il est connu pour être le vainqueur de la bataille de Brávellir contre le roi Harald Hildetand.

## Sigurd dans les textes
Le personnage légendaire de Sigurd Hring ou Sigurd l'Anneau est à replacer dans l'histoire mouvementée de la lutte pour la possession de la Couronne danoise.
La saga de Hervor et du roi Heidrekr indique que Harald, fils d'Aud à l'Esprit Profond, conquiert les territoires de son grand-père maternel Ivar Vidfamne, un roi de Scanie puis de Suède issu de la Maison danoise des Skjöldung. Mais le neveu paternel de Harald, Sigurd Hring, revendique aussi l'héritage et le combat lors de la bataille de Brávellir sur la plaine du Östergötland (dans cette perspective généalogique, Sigurd est le fils de Randver, un autre fils d'Aud et un demi-frère puîné de Harald Hildetand).
Le Sögubrot est un texte islandais fragmentaire relatant la vie de certains rois danois et suédois. On pense qu'il est fondé sur la Saga des Skjöldungar et serait peut-être une version tardive de ce texte. Le texte contient notamment une description de la bataille de Brávellir et de Sigurd Hring qui serait le neveu paternel de Harald.
La saga des Skjöldungar indique que Sigurd était marié à Alfhild, fille du roi Alf d'Álfheim. Ils eurent un fils qui se prénommait Ragnar Lodbrok. Sa femme mourut avant lui et devenu un homme seul, il se rendit à Skiringssal pour participer au grand sacrifice du Blót. Là, il remarqua une très belle jeune fille nommée Alfsol, fille du roi d'Alf Vendel (Vendsyssel). Ses deux frères refusèrent que Sigurd épouse leur sœur. Sigurd combattit les frères et les tua, mais ils avaient  au préalable empoisonné leur sœur afin que Sigurd ne puisse jamais l'avoir. Lorsque son corps fut porté à Sigurd, il alla à bord d'un grand navire où il plaça les corps d'Alfsol et de ses frères. Puis, il a dirigé le navire à pleines voiles sur la mer et mit le feu au navire.
Ragnar Lodbrok succéda à son père Sigurd sur le trône de Suède et s'associa le prince Eysteinn Beli, fils d'Harald Hildetand, qui plus tard fut tué par les fils de Ragnar Lodbrok jaloux de cette faveur.
Selon le Geste des Danois, par Saxo Grammaticus, la perspective généalogique est autre : Sigurd est le fils du roi suédois Ingjald (un Ynglingar), et le neveu maternel de Harald Hildetand.
La saga Bósa saga ok Herrauðs relate les relations familiales de Sigurd et décrit la bataille de Brávellir.
La Chronicon Lethrense précise que Harald Hildetand revenait d'un périple jusqu'en Méditerranée avec butins et tributs avant d'affronter Sigurd à la bataille de Brávellir.